# Ózdfalu
Ózdfalu là một thị trấn thuộc hạt Baranya, Hungary. Thị trấn này có diện tích 8 km², dân số năm 2010 là 187 người, mật độ 23 người/km².